# Darth Maul
Darth Maul o Lord Maul, noto anche solo come Maul, è un personaggio immaginario della saga fantascientifica di Guerre stellari, apparso per la prima volta nel film della trilogia prequel La minaccia fantasma del 1999 come principale antagonista. Successivamente il personaggio è apparso in diverse opere a fumetti dell'universo espanso, per poi essere ripreso nelle serie animate Star Wars: The Clone Wars e Star Wars Rebels e in diverse altre opere a fumetti. Egli è inoltre protagonista di due fumetti del nuovo canone: Star Wars: Darth Maul - Figlio di Dathomir, uscito nel 2014, e Darth Maul del 2017. Nel 2018 ricompare nel film spin-off Solo: A Star Wars Story.
Di etnia dathomiriana con ascendenza zabrak, da piccolo è stato preso in custodia da Darth Sidious, che lo ha indirizzato nelle vie del Lato Oscuro. In breve tempo Maul è diventato suo apprendista e Signore Oscuro dei Sith. Durante la sua prima missione su Naboo, si scontra con i due Jedi Qui-Gon Jinn e Obi-Wan Kenobi. Dopo aver ucciso Qui-Gon, si batte con il suo apprendista padawan che però riesce a mutilare il Sith, privandolo delle gambe e facendolo precipitare in un profondo pozzo, sopravvivendo tuttavia. Alimentato dalla sua rabbia e dalla sua sete di vendetta, Maul riesce a sopravvivere negli anni delle Guerre dei cloni in una discarica costruendosi delle zampe da ragno. Grazie all'aiuto del fratello Savage Opress, tenterà di vendicarsi contro Obi-Wan e cercherà di instaurare un regno criminale ma i suoi piani verranno stroncati dal suo vecchio maestro Sidious. Riuscito a salvarsi dalla prigionia in cui era confinato farà nuovamente ritorno negli anni dell'Impero ma verrà ucciso da Obi-Wan, dopo un breve scontro che i due hanno su Tatooine.
Il sito IGN ha inserito Maul al 16º posto tra i più grandi personaggi dell'universo di Guerre stellari.

## Creazione e sviluppo
(Palpatine)
Dopo aver ottenuto un primo disegno dallo scenografo Gavin Bocquet, McCaig ha iniziato a realizzare un video. Sia lui che a George Lucas è piaciuto il risultato, descritto come "una sorta di test di Rorschach". Sul disegno finale che porta la faccia di McCaig, con la pelle rimossa, sono state fatte alcune sperimentazioni Rorschach (lasciando cadere l'inchiostro sulla carta, piegandolo a metà per poi aprirlo).
La testa di Darth Maul in origine aveva le piume, sulla base dei totem di preghiera, ma il team che si occupa della creazione e degli effetti speciali, guidato da Nick Dudman, ha ridisegnato quelle piume come delle corna, modificando i suoi lineamenti in quelli comuni nelle raffigurazioni popolari del diavolo. Anche il suo abbigliamento è stato modificato, da una tuta molto stretta sino alla classica veste Sith sulla base di quelle samurai, poiché le battaglie con le spada laser sono caratterizzate da molti salti acrobatici, spinning e corsa. Un altro cambiamento che ha avuto Maul in fase di sviluppo riguarda il volto, che doveva essere coperto da maschera, come il celebre Sith Dart Fener. In seguito però si è deciso di applicare pitture e tatuaggi sulla sua faccia.
Alla sua prima apparizione ne La minaccia fantasma, il carattere e la personalità di Darth Maul risultano poco approfondite: pronuncia appena ventiquattro parole nell'arco dell'intero film; è questa la base del mistero che circonda questo personaggio e che lo rende particolare rispetto agli altri Sith, solitamente molto loquaci e abili nell'innervosire o nel persuadere l'avversario. Il suo spirito è puramente crudele e spietato, ed egli fa scarso uso della Forza: Maul infatti non è, come molti altri Sith, un Jedi passato successivamente al Lato Oscuro, ma nasce direttamente come Sith esattamente come il suo maestro Darth Sidious. Al momento dell'uscita del primo film prequel della saga, sono state create dalla Hasbro numerose action-figure e giocattoli dedicati al personaggio, caratterizzato dalla spada laser a doppia lama. Darth Maul è stato il punto focale anche della campagna di marketing che ha contraddistinto il film La minaccia fantasma, riproposto al cinema nel 2012.
La sua funzione è quella di sicario, di guerriero assassino, di pedina plasmata interamente da Sidious con la sola ossessiva idea e il solo obiettivo di distruggere i Jedi. Le serie televisive The Clone Wars e Rebels approfondiscono il carattere del personaggio, dipingendolo come una persona che ha votato alla vendetta la sua vita (prima contro i Jedi, in particolare Obi-Wan, e in secondo luogo al suo ex maestro e il suo Impero) pur mostrando sentimenti positivi di affetto verso suo fratello Savage e sua madre Talzin.

## Apparizioni

### Film

#### La minaccia fantasma
Dopo che la Federazione dei Mercanti, sotto l'influenza del potente e malvagio Darth Sidious, assediò il piccolo pianeta di Naboo, il cancelliere Finis Valorum mandò segretamente due Cavalieri Jedi per cercare di negoziare una pace: Qui-Gon Jinn e Obi-Wan Kenobi. Il tentativo del misterioso Darth Sidious di sbarazzarsi di loro immediatamente (tramite l'armata della Federazione dei Mercanti) fallì: i due Jedi riuscirono infatti a raggiungere la regina sul pianeta ed a partire alla volta di Coruscant, raggiunta solo più tardi a causa dei danni riportati, che li costrinsero ad un atterraggio di fortuna nel remoto pianeta Tatooine. Quando Darth Sidious venne a sapere dal viceré Nute Gunray che la regina Padmé Naberrie Amidala era scappata senza firmare il trattato di resa, decise di inviare il suo apprendista per costringerla a firmare. Darth Maul riuscì a raggiungere la nave della regina su Tatooine cogliendo di sorpresa il Maestro Jedi Qui-Gon Jinn. Questi riuscì ad evitare lo scontro con il Sith nel quale avrebbe avuto poche possibilità: il piccolo vascello reale (un'Astronave Reale di Naboo) riuscì a recuperare il Jedi e a sfuggire al Sith.
Dopo aver appurato l'effettivo degrado del Senato della Repubblica Galattica e le difficoltà che la corruzione e la burocrazia portavano alla sua causa, Amidala decise di tornare al suo pianeta natio, volendo gestire personalmente la resistenza all'occupazione della Federazione dei Mercanti. Ma quando si infiltrò con il Capitano Panaka e la sua scorta nel palazzo reale, Darth Sidious inviò nuovamente Darth Maul, consapevole che l'unico modo per costringere la regina alla resa fosse quello di eliminare i due Jedi Qui-Gon e Obi-Wan che la proteggevano. I due, forti del vantaggio numerico, poterono opporsi al giovane apprendista Sith ingaggiando un duello mortale nella sala del generatore dell'hangar di Theed. In seguito lo scontro vide costretti i due Jedi ad affrontare singolarmente il Sith. Il primo a battersi con lui fu Qui-Gon che riuscì per un po' a tenergli testa, ma Maul riuscì infine a ucciderlo, stordendolo con l'impugnatura della spada laser e trafiggendolo, scatenando la furia di Obi-Wan. L'apprendista Sith, nel duello seguente, pur avendo la vittoria in pugno se la fa sfuggire in quanto sottovaluta l'avversario Jedi e apparentemente viene ucciso, venendo tagliato in due dalla spada laser del nemico. Il suo corpo precipita poi nel pozzo del generatore energetico della città di Theed.

#### Solo: A Star Wars Story
Maul ricompare anni dopo gli eventi della battaglia di Naboo e le guerre dei cloni, in un ologramma a Qi'ra, con delle gambe robotiche e una nuova spada laser a doppia lama. Si scopre essere il leader supremo dell'Alba Cremisi, il quale intima a Qi'ra di raggiungerlo subito su Dathomir.

### Televisione

#### The Clone Wars
Sul pianeta Dathomir, Madre Talzin, leader delle streghe di Dathomir, rivela a Savage Opress che suo fratello di sangue Darth Maul è vivo ed è in esilio sul pianeta di rifiuti Lotho Minor e che lo aiuterà ad addestrarsi nel Lato Oscuro della Forza. La madre gli dà un talismano che condurrà Savage a Darth Maul; preso il talismano, Savage prende con la forza un'astronave porta-rifiuti sul remoto pianeta di Stobar e lo va a raggiungere su Lotho Minor. Lì, in una caverna, Savage trova Maul in un completo stato di pazzia e confusione mentale e, con orrore, scopre che la parte inferiore del suo corpo è un'enorme protesi meccanica con le sembianze di un ragno a sei gambe, costruita con dei rottami: infatti, una volta caduto nel pozzo del generatore energetico della città di Theed, Maul finì in un condotto d'aerazione che a sua volta lo fece cadere nell'acqua, dove venne trascinato dalla corrente in una capsula chiusa ermeticamente, che finì agganciata insieme ad altre ad un'astronave diretta su Lotho Minor; lì, in un'enorme discarica, si sarebbe fabbricato un mostruoso corpo di ragno con dei rottami trovati sul posto grazie alla Forza, vivendo insieme ad un serpente di nome Morley (il quale gli fornì del cibo in cambio degli avanzi) per anni alimentato continuamente dall'odio e dalla rabbia nei confronti di Obi-Wan. Dopo averlo preso con sé, Savage porta Maul da Madre Talzin la quale, con un incantesimo, gli dona due nuove gambe cibernetiche. Subito dopo la sua rinascita, Maul e Savage decidono di attirare Kenobi sul pianeta Raydonia e per farlo massacrano la popolazione del pianeta; il Jedi è quindi costretto a partire per il pianeta ma appena atterra viene facilmente sconfitto da Savage e Maul e portato a bordo del Turtle Tunk per poi essere ucciso. Ma in suo aiuto accorre Asajj Ventress: Kenobi e Ventress duellano a colpi di spada laser con Maul e Opress e alla fine riescono a fuggire, dopo una fuga rocambolesca. L'intento di Maul e Savage è di creare un esercito di banditi e criminali intergalattici; dopo aver preso Savage come suo apprendista Sith poiché avendolo sconfitto, Maul riesce ad assoldare alcuni pirati spaziali del pirata Weequay Hondo Ohnaka che ha stabilito la sua sede sul pianeta Florrum; in seguito Obi-Wan Kenobi e Adi Gallia riescono ad intercettare Maul e Opress per fermarli: dopo un breve combattimento Savage uccide Gallia ma nonostante tutto Kenobi riesce con uno stratagemma ad amputare l'intero braccio sinistro di Opress; traditi dagli uomini che loro stessi avevano assoldato, Maul e Opress fuggono con Obi-Wan e i suoi alleati alle calcagna; riescono ugualmente a salire sul Turtle Tunk ma la nave viene colpita diverse volte, fino ad andare alla deriva nello spazio.
Entrambi feriti e agonizzanti, i due dathomiriani vengono soccorsi da una nave di mandaloriani, comandati da Pre Vizsla, un guerriero Mandaloriano ex-governatore della luna di Mandalore Concordia, un tempo alleato di Dooku e dei Separatisti, e i suoi uomini della Ronda della Morte. Dopo averli curati e aiutati, Pre Vizsla e i suoi uomini riferiscono a Maul che il loro intento è quello di cacciare la duchessa di Mandalore, Satine Kryze (amica di Obi-Wan Kenobi) e a prendere il controllo del pianeta. Maul e Savage accettano la proposta di Vizsla e insieme i tre convincono l'associazione criminale del Sole Nero, il sindacato Pyke e il boss criminale Jabba the Hutt a unirsi a loro. Il loro vasto impero criminale, a seguito delle importanti alleanze sviluppate, diventa così potente che riesce a mettere in ginocchio Mandalore; con uno stratagemma, Vizsla e i suoi uomini fingono di essere dalla parte del bene e della giustizia per liberare i Mandaloriani dall'oppressione dei criminali; in questo modo la duchessa Satine viene deposta e Vizsla e la Ronda della Morte prendono il controllo del pianeta. Vizsla, però, non mantiene i patti stabiliti con Maul e Savage e li tradisce facendoli rinchiudere nelle prigioni. Desideroso di vendetta nei confronti di Vizsla e avvalendosi di un'antica legge mandaloriana secondo chiunque dovesse sfidare e sconfiggere colui che controlla Mandalore potrà prendere il suo posto, dopo la fuga dalle prigioni Maul sfida Vizsla che accetta: i due si affrontano subito e Vizsla utilizza la spada oscura (una spada laser ancestrale dalla lama nera luminescente e con un'impugnatura simili a quelle di una katana). Maul e Vizsla combattono duramente ma alla fine prevale il Sith che decapita Vizsla con la sua stessa arma (che poi terrà per sé) e prende, insieme a Savage e all'ex-primo ministro corrotto Almec, il controllo del pianeta. In realtà il suo è un piano per affrontare ancora una volta Obi-Wan usando come pretesto per la sua venuta la prigionia di Satine. In realtà lo scontro tra i due non avverrà mai: dopo aver ucciso Satine (a cui Obi-Wan era particolarmente legato), fa rinchiudere lo Jedi in prigione. Quella sera, però, si presenta nella sala del trono l'ex-maestro di Maul e Signore dei Sith Darth Sidious il quale, dopo aver facilmente tolto di mezzo le guardie, affronta il suo ex-apprendista e Savage Oppress armato di due spade laser, anziché una. Il duello tra i tre è molto violento e nonostante i due Sith sembrino tener testa al potentissimo Signore Oscuro, questi pugnala al petto con entrambe le lame Savage per poi scaraventarlo via. Rimane in piedi solo Maul che affronta il suo ex-maestro armato oltre che della sua spada laser anche della spada oscura vinta a Pre Vizsla; riuscendo a stare alla pari contro la potenza di Sidious che tuttavia è superiore nell'uso della Forza, infatti, dopo averlo disarmato, usandola scaraventa Maul ripetutamente a terra e sui muri dimostrando al suo avversario di non avere alcuna possibilità, per poi successivamente colpirlo senza alcuna pietà con i Fulmini di Forza senza però ucciderlo, dicendogli che ha in mente altri piani per lui.
Le attività criminali di Maul proseguono, ma durante un'operazione di contrabbando di spezie su Oba Diah con il sindacato dei Pyke, Ahsoka Tano (la quale ha ormai abbandonato l'ordine Jedi) scopre che Maul si sta nascondendo sul pianeta Mandalore. Ahsoka, aiutata dalla condottiera mandaloriana Bo-Katan Kryze, contatta i suoi vecchi maestri Obi-Wan Kenobi e Anakin Skywalker per chiedere il supporto della Repubblica nella liberazione di Mandalore e nell'arresto di Maul. Anakin acconsente ad inviare metà del 501º battaglione di cloni, guidati dal capitano Rex, con Ahsoka sul pianeta. Rex e Bo-Katan, con i loro cloni e soldati mandaloriani, riescono a riconquistare Mandalore arrestando il primo ministro Almec, mentre Ahsoka nelle fogne si imbatte in Maul, il quale le dice che stava aspettando Kenobi al suo posto. Il Sith le rivela che molto presto sia i Jedi che l'intera Repubblica non avrebbero più avuto il controllo sull'intera galassia e che Darth Sidious sarebbe emerso come vincitore della guerra. Rex arriva in soccorso di Ahsoka mettendo in fuga Maul, il quale ordina ai suoi sicari di uccidere il primo ministro Almec nella sua cella. Prima di morire Almec rivela ad Ahsoka che Maul stava aspettando anche Skywalker oltre a Kenobi. Rex, Ahsoka e Bo-Katan entrano nella sala del trono dove trovano Maul e vengono attaccati dai suoi seguaci. Il Sith, rimasto solo con Ahsoka, le propone di unirsi a lui per distruggere Darth Sidious e le confida che il motivo per cui voleva Skywalker su Mandalore era per ucciderlo e impedire l'ascesa di Sidious. Ashoka rifiuta l'offerta, incredula su quanto appreso sull'ex maestro, e ingaggia un duello con Maul. Durante il combattimento, Maul riesce quasi a fuggire dal pianeta, ma viene infine fermato da Ahsoka, che lo consegna ai cloni. Maul viene caricato su un incrociatore dai cloni per essere portato davanti al Consiglio Jedi su Coruscant, ma durante il viaggio il cancelliere Palpatine emana l'Ordine 66 e i cloni presenti sulla nave si ribellano cercando di uccidere Ahsoka. La Togruta fugge e libera Maul per usarlo come diversivo affinché distragga gli altri cloni, mentre lei con l'aiuto di alcuni droidi riesce a rimuove il chip dal cervello di Rex, ripristinando il suo libero arbitrio. Mentre Ahsoka e Rex tentano di scappare dall'incrociatore, Maul distrugge l'iperguida e riesce a fuggire dalla nave, in procinto di schiantarsi a terra, utilizzando l'ultimo shuttle disponibile nonostante i tentativi di Ahsoka di fermarlo.

#### Rebels
Sedici anni dopo la sua fuga, durante l'egemonia dell'Impero Galattico, Maul, ormai cinquantenne e perso l'appellativo di "Darth", si ritirò in esilio sullo sperduto pianeta Malachor, sede di un antico Tempio Sith, per cercare la conoscenza del Lato Oscuro racchiusa al suo interno. Qui Maul conosce Ezra Bridger e, con l'intento di prenderlo come apprendista, lo conduce dinanzi al Tempio, dove riesce a fargli recuperare un antico Olocron Sith. Una volta usciti dal Tempio, trovano Kanan Jarrus (maestro di Ezra) e Ahsoka Tano intenti ad affrontare gli Inquisitori Imperiali Quinto Fratello, Settima Sorella e Ottavo Fratello. Dopo averli scacciati, Maul convince Kanan e Ahsoka (seppur riluttanti a fidarsi di lui) a raggiungere la sommità del Tempio per utilizzare l'olocrone come chiave per distruggere i Sith (avendo detto di non far parte ormai più di alcuna fazione). Vengono nuovamente attaccati dagli Inquisitori, e Maul, fermata Settima Sorella con la Forza, cerca di convincere Ezra a ucciderla ma questi si rifiuta, essendo contro il codice Jedi; a quel punto Maul uccide l'Inquisitrice a sangue freddo. Ordina poi a Ezra di raggiungere la sommità del Tempio e corre in soccorso di Ahsoka e Kanan uccidendo Quinto Fratello, mentre Ottavo Fratello cerca di fuggire ma muore cadendo nel baratro sottostante a causa di un malfunzionamento della sua spada laser. A questo punto Maul dichiara apertamente di voler prendere Ezra come proprio apprendista e che in realtà il Tempio è una gigantesca e antica stazione da battaglia convertita in super-arma (azionata dall'olocrone Sith) per distruggere i suoi nemici. Successivamente Maul acceca Kanan con la sua spada laser affrontandolo in seguito, ma Kanan, nonostante l'assenza della vista, riesce a sconfiggerlo facendolo precipitare nel baratro. Anche in questo caso, però, Maul non morirà, bensì fuggirà da Malachor utilizzando il prototipo avanzato di caccia TIE rubato al defunto Ottavo Fratello. Successivamente, avendo appurato che Ezra è in possesso dell'olocrone Sith, Maul cattura l'intero equipaggio dello Spettro, minacciando di uccidere i suoi membri a meno che Kanan ed Ezra non gli consegnino non solo il suo olocrone ma anche quello di Kanan. I due, dopo aver recuperato l'olocrone Sith da Bendu su Atollon, si recano alla stazione spaziale di Maul per salvare i loro amici. Qui, tenuti in ostaggio i quattro, Maul cerca di uccidere Kanan gettandolo nello spazio aperto e convince Ezra a unire i due olocroni per cercare la conoscenza assoluta. Kanan, in realtà, era riuscito in tempo a salvarsi e a fermare la connessione stabilita da Ezra e Maul, il quale, dopo aver saputo un'importante informazione, fugge via. In seguito Maul convince Ezra a partecipare ad un antico rituale delle streghe di Dathomir in cambio di non rivelare la posizione della base ribelle all'Impero e, tramite questo rituale, viene a sapere che Obi-Wan Kenobi si trova in esilio su Tatooine. Maul si reca dunque su Tatooine per cercare Kenobi perdendosi tuttavia nel deserto sconfinato del pianeta, orientandosi però con un frammento dell'olocrone Sith preso su Malachor. Qui Maul salva Ezra da un gruppo di predoni Tusken (senza che Ezra se ne accorgesse) che avevano attaccato e distrutto il caccia Ala-A del giovane Bridger, massacrandoli spietatamente. Quella sera, poi, Maul riesce a trovare Kenobi assieme ad Ezra e, dopo che quest'ultimo fugge sul dewback del vecchio Jedi, Maul si chiede come mai Kenobi si sia isolato su quel pianeta remoto non solo per nascondersi dall'Impero ma, forse, per proteggere qualcosa o qualcuno. Obi-Wan attiva la spada laser e si prepara al duello con Maul che, però, è di breve durata: infatti, Maul tenta di sconfiggere l'avversario usando le stesse mosse da lui usate anni addietro per uccidere Qui-Gon Jinn ma Obi-Wan, avendo intuito le intenzioni di Maul, riesce con un singolo colpo a tagliare in due la spada laser e a ferirlo mortalmente al petto. Prima di spirare, Maul chiede a Kenobi se colui che protegge (Luke Skywalker) sia davvero il Prescelto e, dopo la risposta affermativa del Jedi, in punto di morte profetizza ad Obi-Wan che il Prescelto li avrebbe vendicati. Dopo la morte di Maul, Obi-Wan chiude gli occhi al suo antico nemico in segno di rispetto.

### Fumetti

#### Figlio di Dathomir
Questa storia è ambientata dopo lo scontro tra Maul e Darth Sidious nella Guerra dei Cloni: l'ex-allievo viene imprigionato da Sidious e dal Conte Dooku sul pianeta montuoso e innevato di Stygeon Prime in una prigione segreta e impenetrabile, la Guglia. Dooku e Sidious cercano in tutti i modi di estorcere a Maul l'ubicazione delle basi della Shadow Collective ma il dathomiriano viene soccorso da un gruppo di guerrieri della Ronda della Morte, riuscendo quindi ad evadere. Il gruppo si rifugia poi sulla luna Zanbar, dove Maul e le sue forze tentano di riorganizzarsi; dopo aver riavuto la sua spada laser oscura, Maul viene a conoscenza dal primo ministro Almec (che aveva ordinato ai guerrieri della Ronda della Morte di salvare Maul dalla Guglia per restituirgli il favore) che gli sono rimasti fedeli solo il Sole Nero e il sindacato Pyke (mentre gli Hutt avevano abbandonato la coalizione). All'improvviso, però, vengono attaccati dagli eserciti di droidi del Generale Grievous: durante la battaglia molti Mandaloriani vengono uccisi e Maul ingaggia un breve duello con Grievous, riuscendo all'ultimo a fuggire. Il suo intento è quello di raggiungere Dathomir per tornare da madre Talzin, intuito per sua sfortuna anche da Sidious e Dooku. Scelto come roccaforte il pianeta Ord Mantell, Maul si organizza con i capi del Sole Nero e dei Pyke per tendere una trappola a Dooku e Grievous, chiedendo l'aiuto a Madre Talzin, la quale fa partire per Ord Mantell i Fratelli della Notte, capeggiati da Viscus, in soccorso del loro fratello Maul. In quel frangente le armate di droidi di Grievous attaccano Ord Mantell ma, ingegnosamente, Maul fugge su un caccia Mandaloriano e attacca lo schieramento di navi Separatiste. Intanto Dooku, sceso sul pianeta alla ricerca di Maul, s'imbatte nei Fratelli della Notte, sconfiggendoli; nel momento in cui sta per uccidere Viscus viene catturato dal Sole Nero e dai Pyke mentre, nello spazio, Maul riesce a catturare Grievous. A seguito di ciò, però, sotto consiglio di Talzin, Maul decide di non uccidere Dooku bensì di allearsi con lui per sconfiggere Sidious, avendo Talzin previsto che questi avrebbe tradito il conte (cosa che effettivamente accadrà); infatti, turbato dalle criptiche parole della strega, Dooku accetta l'alleanza e, insieme a Maul, affronta in duello Obi-Wan e la Maestra Jedi Tiplee (sorella della defunta Tiplar morta su Ringo Vinda), che erano accorsi insieme alle cannoniere della Repubblica sull'avamposto della Shadow Collective. Nel breve duello che ne scaturisce Dooku uccide Tiplee e, insieme a Maul, riesce a fuggire dopo l'arrivo di Mace Windu e Aayla Secura, mentre Grievous fugge attraverso un guscio di salvataggio (dopo che il conte aveva premuto con la Forza l'interruttore della cella di detenzione dove il Kaleesh era rinchiuso). Successivamente Maul e Dooku si recano su Dathomir dove Madre Talzin prende possesso del corpo del conte poco prima dell'arrivo di Sidious e Grievous. Maul e Dooku (controllato da Talzin) affrontano in duello Grievous e Sidious e questi, attraverso una potente scarica di Fulmini di Forza, riesce a far uscire la strega dal corpo del conte; a quel punto, mentre Maul mette fuori combattimento Grievous con un calcio facendolo cadere in un baratro, Talzin, Sidious e Dooku ingaggiano uno scontro con i Fulmini di Forza, mentre nello spazio le forze Separatiste sono in procinto di atterrare su Dathomir. Quando la Shadow Collective decide di fuggire per la loro inferiorità numerica, Talzin spinge via Maul che viene tratto in salvo da due suoi accoliti mentre la strega, esaurite le forze, viene pugnalata al petto da Grievous. Maul riesce dunque a fuggire da Dathomir mentre Sidious, Dooku e Grievous osservano i resti del corpo ormai dissolto di Talzin. Il destino di Maul rimane quindi, ancora una volta, ignoto. Nonostante questo, però, Sidious può dirsi vittorioso, avendo scacciato un rivale per il controllo della Galassia.

### Legends
Con l'acquisizione della Lucasfilm da parte di The Walt Disney Company nel 2012, la maggior parte dei romanzi e fumetti di Guerre stellari prodotti su licenza sono stati inseriti nel brand Star Wars Legends e dichiarati non canonici al franchise nel mese di aprile del 2014.

#### Fumetti
Maul è un dathomiriano che si è tatuato il volto e il corpo di tatuaggi neri per dimostrare la sua fedeltà al Lato Oscuro della Forza. Nasce sul pianeta Dathomir nel 54 BBY; In giovane età viene rapito da Darth Sidious alla madre per salvaguardare la vita dell'altro figlio gemello, dalla setta congrega delle Sorelle della Notte e portato via dal suo pianeta natale per venire addestrato nelle vie del Lato Oscuro della Forza.
La sua caratteristica principale, che lo distingue da qualsiasi altro Sith, è l'arma: una spada laser rossa a doppia lama lunga 2,5 metri di cui 1/5 di sola impugnatura. Ad aver usato un'arma di questo tipo in passato si ricorda soltanto Bastila Shan (spada a doppia lama gialla) e Zez-Kai Ell (spada a doppia lama viola) fra i Jedi, mentre fra i Sith ad aver forgiato una simile arma fu il Signore Oscuro Exar Kun (spada a doppia lama blu), e tra i Jedi Oscuri si ricorda Asajj Ventress (due spade a lama rossa).
Avendo testato la grande abilità di Maul nel combattimento, Sidious decide di inviarlo su un lontano pianeta dell'Orlo Esterno per rintracciare un misterioso guerriero di nome Silus, la cui conoscenza della Forza lo rendeva in grado di sconfiggere chiunque. Maul notò però che Silus utilizzava la Forza solo per uccidere i suoi avversari durante degli incontri di lotta e da questi ne ricavava grandi profitti. Alla fine della serata, Maul e Silus si affrontano e quest'ultimo riesce a mettere in difficoltà il dathomiriano; in precedenza, Maul aveva mostrato a Silus un ologramma del suo maestro che gli chiedeva di unirsi a lui se avesse sconfitto il suo apprendista. Preso dalla rabbia e dalla devozione servile per il suo maestro, Maul riesce a sbilanciare Silus, per poi finirlo senza pietà con la sua spada laser. Sidious, compiaciuto della prova del suo apprendista, gli rivela che la sfida con Silus era solo un test per valutare la sua fedeltà al signore dei Sith.
Le operazioni segrete dei Sith rimasero a lungo nascoste fino a che Darth Maul e il suo maestro Darth Sidious (in realtà il senatore nabooiano Palpatine), rivelarono la loro influenza durante l'invasione del pacifico pianeta di Naboo da parte della Federazione dei Mercanti. Tuttavia non fu quella la prima missione del promettente apprendista Darth Maul. Per testare la sua potenza il maestro Sidious lo spedì ad eliminare un potente nemico che avrebbe potuto intralciare i suoi piani per il dominio della Galassia: l'associazione criminale Sole Nero. Sidious sapeva che il Sole Nero era talmente forte che non sarebbe mai del tutto scomparso, ma, eliminato il capo e tutti i suoi Vigo (vicari e successori), sarebbe sicuramente caduto in un lungo periodo di caos che avrebbe permesso al Signore Oscuro di salire al potere indisturbato. Per adempiere al suo compito, Sidious donò a Darth Maul un infiltratore Sith con speeder bike e droidi sonda.
Il compito di Maul era eliminare il capo con tutti i Vigo e le guardie del corpo. Maul decise di uccidere inizialmente solo due Vigo facendo passare l'azione come un complotto per il potere. Una volta che tutti i Vigo ed il capo dell'organizzazione Sole Nero si furono riuniti, Maul si infiltrò nel palazzo e li uccise lasciando l'organizzazione nel caos.
A dimostrazione della abilità e della potenza del Lato Oscuro della Forza, ci sarebbe stata un'apparizione di Maul al Jedi Anakin Skywalker in una grotta di cristallo a Ilum, solo pochi anni dopo il duello su Naboo. Anakin stava per entrare in una grotta simile a quella su Dagobah, in cui successivamente sarebbe entrato suo figlio Luke Skywalker nel quinto episodio. Quando Anakin si trovò in uno stato di ipnosi, Darth Maul apparve e Anakin subito lo attaccò. Dopo una furiosa battaglia, nella quale Maul derise Anakin della sua spada laser da allenamento e sulla morte di Qui-Gon Jinn, il Sith donò al Jedi la sua futura spada laser rossa che era appartenuta proprio a lui in passato. Anakin vinse ma, proprio come aveva immaginato, Maul non era altro che un'illusione del Lato Oscuro.

##### Altre versioni
- Nel fumetto Star Wars Visionaries nel capitolo Old Wounds, Maul venne rianimato sotto forma di cyborg, con due nuove gambe cibernetiche, e continuò a dare la caccia a Kenobi, totalmente indipendente da Palpatine e dai Sith. Diversi anni dopo, nel 16 BBY, Maul (quasi quarantenne) scopre che Obi-Wan si è esiliato a Tatooine e veglia sul piccolo Luke Skywalker (affidato a Owen e Beru Lars), così decide di attaccare i Lars per far uscire Kenobi allo scoperto. Il piano gli riesce e il duello è inevitabile. Prima di esso, però, Maul racconta a Kenobi di averlo inseguito nelle sue precedenti missioni su Kamino e Geonosis; dopo essere passato accanto al corpo carbonizzato di Anakin Skywalker su Mustafar, e aver massacrato alcuni astronauti sull'asteroide di Polis Massa, arriva alla periferia di Mos Espa dove uccide Watto, il vecchio padrone di Anakin, da cui viene a sapere che il piccolo Luke è stato affidato ai Lars. Alla fine Darth Maul e Obi-Wan si scontrano in una battaglia al limite della violenza al termine del quale il Sith viene ucciso da Owen con un colpo di fucile alla testa, dopo che Obi-Wan lo aveva messo fuori gioco e pronto ad ucciderlo. Dopo di ciò, Obi-Wan viene allontanato per sempre da Owen e crema il corpo di Maul sul Mare delle Dune.
- In un altro scenario, nel capitolo Resurrection del nono volume di Star Wars Tales, tre Profeti Oscuri creano un clone di Maul e attirano Dart Fener sulla remota luna Kalakar VI allo scopo di sconfiggerlo. Nonostante la potenza del clone è Fener ad avere la meglio, ma a sconfiggere i tre profeti è Palpatine, sopraggiunto all'ultimo momento e compiaciuto per la vittoria del suo terzo e legittimo apprendista.
- In un'altra versione, nel capitolo Phantom Menaces del diciassettesimo volume di Star Wars Tales, uno scienziato pazzo di Iridonia, chiamato Drell Kahmf, avrebbe conservato il cervello di Darth Maul nel suo laboratorio fino alla sua distruzione. Il dottore, però, costruì per il cervello un ologramma allo stato solido (una specie di clone) che venne in futuro scoperto e sconfitto del Maestro Jedi Luke Skywalker, giunto su Iridonia come ambasciatore della Nuova Repubblica.

#### Videogiochi
Maul compare in diversi videogiochi dell'universo di Guerre stellari:
- Compare per la prima volta nel videogioco omonimo del film La minaccia fantasma, uscito nel 1999 per PC e PlayStation. Non è un personaggio giocabile, ma uno dei boss che si deve affrontare la prima volta su Tatooine, la seconda su Naboo. Nel gioco può lanciare Fulmini di Forza (caratterizzati dal colore rosso diversamente dal loro colore originale azzurro-viola) nell'ultimo livello di gioco, cosa che non accade invece nel film.
- È tra i boss del videogioco del 2001 Star Wars: Obi-Wan, dedicato interamente all'omonimo personaggio e ambientato poche settimane prima de La minaccia fantasma e durante lo stesso film. In questa versione, Maul è il boss finale che Obi-Wan deve affrontare dopo che questi ha ucciso Qui-Gon Jinn, riprendendo quasi fedelmente la stessa scena de La minaccia fantasma.
- È tra i personaggi sbloccabili e giocabili nel videogioco del 2005 LEGO Star Wars: Il videogioco, primo della serie LEGO Star Wars. Il gioco riprende le vicende dei film della trilogia prequel, e Maul affronta come boss finale del sesto capitolo del primo film.
- Il personaggio è presente in LEGO Star Wars: La saga completa del 2007, che è una combinazione del gioco LEGO Star Wars: Il videogioco (che include la trilogia prequel) e del suo sequel LEGO Star Wars II: La trilogia classica.
- Compare anche nei videogiochi LEGO Star Wars III: The Clone Wars del 2011 (in versione classico, come appare nei primi due giochi LEGO) e in LEGO Star Wars: Il risveglio della Forza del 2016, come personaggio sbloccabile con la carbonite. In LEGO Star Wars: La saga degli Skywalker del 2022 è disponibile solo per l'acquisto con le monete del gioco dopo il duello su Naboo dell'Episodio 1. In Il risveglio della Forza, si può trovare anche nella DLC "Trilogia Prequel" nella versione con le gambe meccaniche della serie TV Star Wars: The Clone Wars.
- Una versione di Maul come maiale è disponibile anche in Angry Birds Star Wars II.
- Compare anche nel videogioco Disney Infinity 3.0 sia come boss sia come personaggio giocabile
- Compare anche nel videogioco Star Wars Il potere della Forza come boss in uno degli ultimi livelli

## Le spade laser
La prima spada laser di Maul, a doppia lama rossa, venne da lui utilizzata al combattimento su Naboo contro Qui-Gon Jinn e Obi-Wan Kenobi, dove fu proprio quest'ultimo a tagliarla in due con un colpo netto. Successivamente Maul, tornato grazie a suo fratello Savage Opress, ritorna ad utilizzare l'altra metà della spada laser a doppia lama, restituitagli dallo stesso Savage. Quando Maul sconfigge Pre Vizsla acquisisce anche la sua spada oscura ma, nel duello con Darth Sidious, finisce per perdere la sua spada laser rossa, utilizzando invece la spada oscura nei successivi duelli con il Generale Grievous e lo stesso Sidious, custodendola in seguito come cimelio nel suo santuario su Dathomir. Successivamente, Maul si fabbrica una nuova spada laser a doppia lama rossa (simile alla sua originale) che viene tuttavia perduta durante il duello con Ahsoka Tano su Mandalore. Più di dieci anni dopo, Maul si fabbrica la sua ultima spada laser a doppia lama rossa (nascosta nel suo bastone durante il suo esilio) che gli viene definitivamente distrutta su Tatooine per mano dell'anziano Obi-Wan Kenobi.